# 王效蘭
王效蘭（1941年—），為中華民國的《聯合報》及已休刊的《民生報》發行人，聯合報創辦人王惕吾之長女，法國榮譽軍團勳章持有人。

## 生平
1941年，王效蘭出生於重慶，並於1947年，隨其父王惕吾至台灣，王惕吾當時為中華民國陸軍上校。1951年，王惕吾創辦《聯合報》，王效蘭在報社擔任記者。隨後王效蘭嫁給空軍飛行員，並隨其夫至瑞士定居七年。
王效蘭在2011年擔任法國品牌Lanvin總裁。
2016年10月4日下午2點多，王效蘭於法國巴黎住所遭匪徒闖入，搶走價值約715萬台幣的財物。所幸未對她人身傷害。

## 品牌
Lanvin老闆王效蘭女士有意出售 Lanvin，2018年有報導指出屬於中東國家卡達皇室下的 Mayhoola集團 (擁有Valentino和Balmain等名牌) 因為王效蘭女士出價太高而無法達成收購協議。
2018年2月，王效蘭女士因為虧蝕嚴重而急於求售 Lanvin 的消息傳出，而有報導指中國复星集團擊敗 Valentino 母公司中東 Mayhoola 財團。根據路透社報導，复星集團將會拿出超過 1 億歐羅（近10億港元）注資 Lanvin ，而王效蘭將會繼續持有少部份Lanvin 股份。

## 榮譽
- 1996年，獲得世新大學傑出校友。[7]

- 2010年7月14日，獲得法國榮譽軍團勳章，由法國在台協會主任包美城（Patrick Bonneville）代表授勳，中華民國外交部政務次長沈呂巡表示：「王效蘭女士是中華民國的光榮！」[1]

## 言論及觀點
2012年，接受英國《金融時報》專訪時，認為：「在你有法治之前，無須給予過多自由。」「你必須教人民尊重法律，即使是惡法。」針對成龍批評台灣太自由所以太混亂，引起台灣民眾不滿的事件，她認為：「如果這裡的人愚蠢，那就別來了。」她並強調，「不認為自己是台灣人，我是中國人」。
王效蘭曾表示「不認為自己是臺灣人，我是中國人」，前總統李登輝表示釣魚臺列嶼屬於日本後說：「我所有好朋友都是台灣人，我都跟他們講：『你們台灣人真可惡。』『我不想再待台灣了，台灣人讓我想到就很氣。』」